# Israelitisches Blindeninstitut
Das Israelitische Blindeninstitut war eine Erziehungs- und Ausbildungseinrichtung für jüdische Blinde auf der Hohen Warte 32 in Wien-Döbling. Gegründet wurde es in privater Trägerschaft auf Initiative von Ludwig August Frankl, Ritter von Hochwart, mit Unterstützung des Bankiers und Präsidenten der Israelitischen Kultusgemeinde Wien (IKG) Jonas Freiherr von Königswarter. Bei seiner Gründung war es die einzige israelitische Blindenerziehungs- und Ausbildungsanstalt Europas und bestand von 1871 bis zu seiner stückweisen Auflösung 1938 und endgültigen Schließung 1942 in der Zeit des Nationalsozialismus.

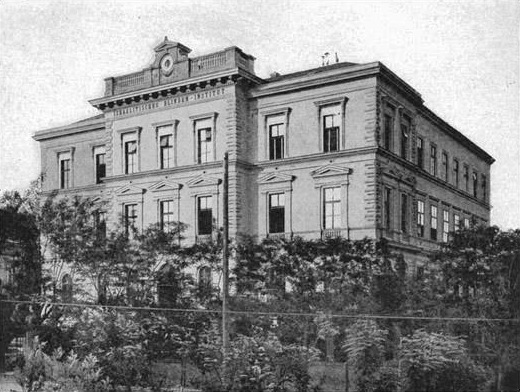
Das Haus Hohe Warte 32 (vor 1906)

## Geschichte

### Gründung und Schulbau

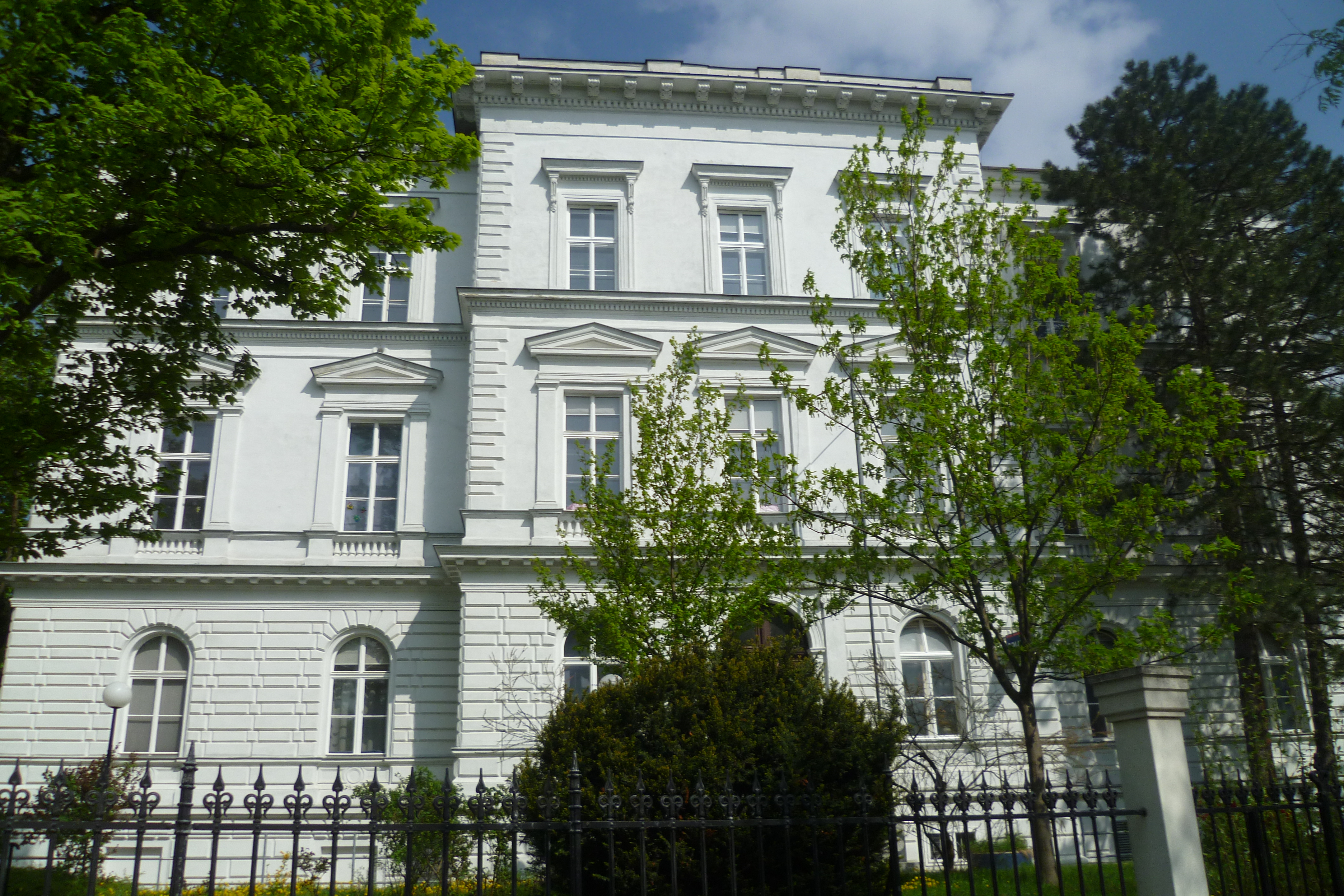
Die Hohe Warte 32 (2013)

Ab 1869 bestand eine Stiftung zur Begründung der Einrichtung, in die als Erste Friedrich Schey von Koromla, Anselm Salomon von Rothschild und Zacharias Königswarter größere Summen gaben, worauf weitere Gelder anderer Spender folgten, auch aus Kreisen außerhalb der jüdischen Gemeinde. Kaiser Franz Joseph und Mitglieder der kaiserlichen Familie, der Wiener Bürgermeister Cajetan von Felder und weitere Politiker sowie nichtjüdische Bürger leisteten finanzielle Unterstützung. Jonas Freiherr von Königswarter verpflichtete sich per Urkunde vom 10. März 1870, für die Kosten des Baus und der Einrichtung einer Schule für 50 Kinder aufzukommen. Nach seinem Tod im Dezember 1871 übernahm sein Sohn Moritz von Königswarter diese Verpflichtung. Es wurde ein Kuratorium gebildet, dem neben Frankl selbst und allen Vorstandsmitgliedern der Israelitischen Kultusgemeinde Wien folgende Personen angehörten: Dr. Maximilian Engel, Moritz von Königswarter, der Advokat Philipp von Mauthner, der Fabrikant und damalige Präsident der Israelitischen Kultusgemeinde Wien Gustav Simon, Stephan Freiherr Schey von Koromla, Dr. Bernhard Wölfler, Amalia Benedikt, Amalia Mayersberg und Marie Tauber, geb. von Hönigsberg.
Das Institut sollte blinden jüdischen Kindern und Jugendlichen durch geeignete Ausbildung eine Perspektive zu einem Leben in Selbständigkeit bieten. Bedürftigen Hilfe zur Selbsthilfe zu geben war ein zentrales Anliegen der vom Gebot der Wohltätigkeit (Zedaka) geprägten jüdischer Philanthropie. Die Einrichtung von Werkstätten zum Erlernen eines selbständigen Broterwerbs bildeten daher eine wichtige Rolle. Am 3. März 1871 wurde die Vereinsbildung und das vom Kuratorium ausgearbeitete Statut genehmigt. Die Ausrichtung des Instituts wurde in § 1 des Statuts festgelegt: „Das israelitische Blinden-Institut hat seinen Sitz in Wien. Zweck desselben ist die geistige, religiös-sittliche und gewerbliche Ausbildung von Blinden beiderlei Geschlechts, um dieselben für einen entsprechenden Beruf tüchtig zu machen.“ Die Statuten sahen nicht zwingend vor, dass die Schüler jüdisch sein mussten, aber sie mussten bei der Aufnahme mindestens neun Jahre alt und Staatsbürger der österreichisch-ungarischen Monarchie sein. Internationale Schüler konnten die Einrichtung ebenfalls besuchen, erhielten aber keine finanzielle Unterstützung.
Nach dem Kauf eines 6060 m² großen Grundstücks im Jahr 1871 wurde auf einer Fläche von 767 m² ein dreistöckiges Institutsgebäude im Stil der Neorenaissance mit Gartenkomplex für etwa 50 Schüler geschaffen, einschließlich Schlafsälen für 22 Mädchen und 32 Jungen, vier Lehrsälen, Betraum, Turnsaal, Werkstätten für Bürstenbinderei, Korbflechterei, Seilerei sowie eigener Wäscherei und Druckerei für Publikationen in Blindenschrift. Hinter dem zweiflügeligen Gebäude schloss sich ein langgezogener Gartentrakt an. Mit der Planung des hufeisenförmigen Baus, der im November 1872 fertiggestellt wurde, war der jüdische Wiener Architekt Wilhelm Stiassny beauftragt.

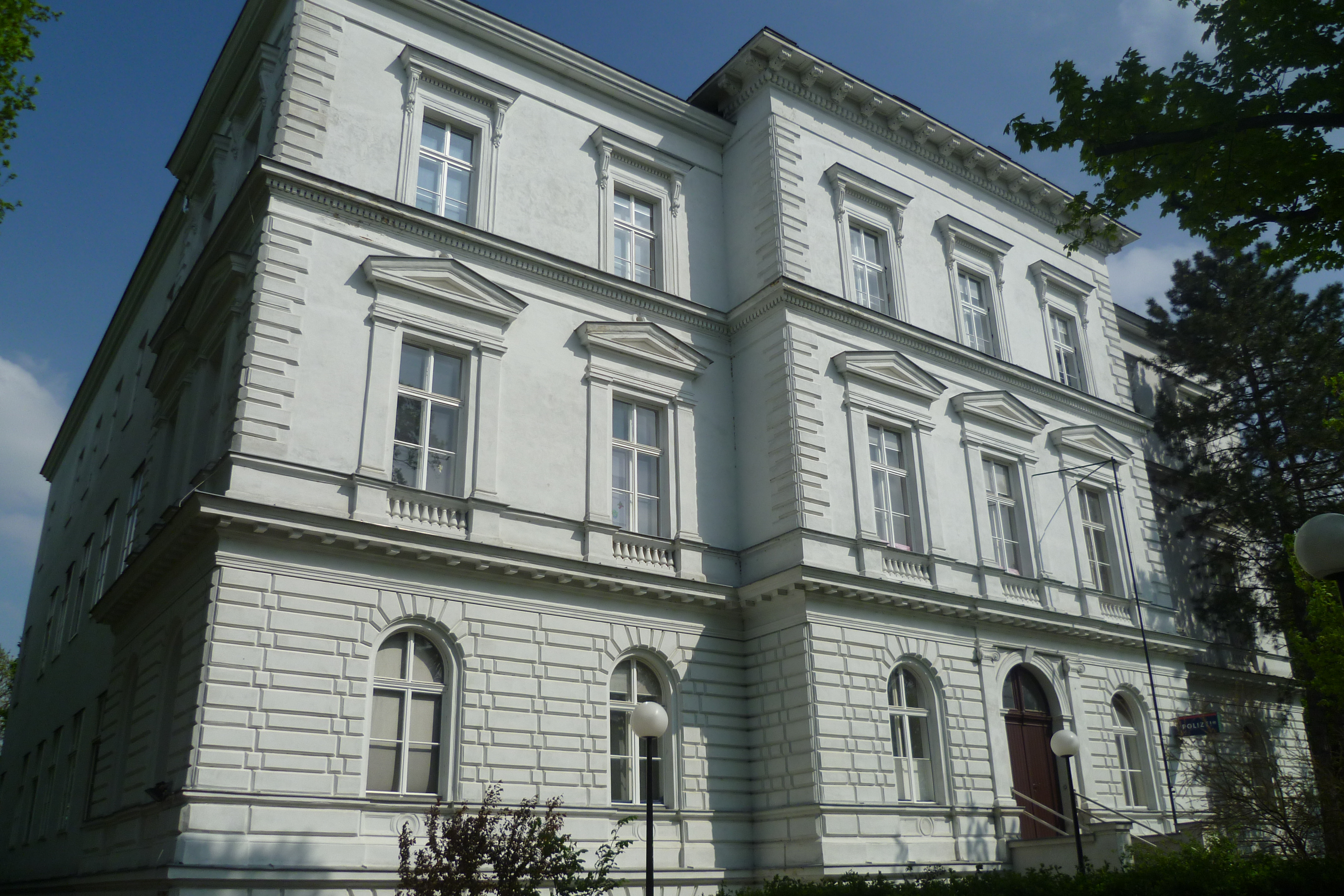
Hohe Warte 32

Im Souterrain befanden sich der Schlafraum des Portiers, zwei Wohnräume für die Hausdienerschaft, das Holz- und Kohledepot, Heizungsraum mit den Öfen der Zentralheizung, Badezimmer mit Duschen, Wannen und begehbarem Badebecken, Toiletten, Wäschezimmer, Mangel- und Plättraum, Gemüse- und Fleischdepot mit Eisgrube, Spülküche, die Küche mit Speiseaufzug zum Speisesaal im Parterre, Winterturnsaal und die institutseigene Buchdruckerei. Im Parterre untergebracht waren Portierswohnung, Wohnräume des Oberlehrers, Toiletten, Institutskanzlei, vier Arbeitszimmer für Mädchen, zwei Arbeitszimmer für Jungen, Musiksaal und Speisesaal. Im ersten Stock lagen jeweils zwei Schlafsäle für Mädchen und zwei für Jungen, Waschtische, Toiletten, Krankenzimmer, Lehrsäle sowie der Prüfungs- und Festsaal. Im zweiten Stock schlossen sich zwei weitere Lehrsäle an sowie Betsaal, Toiletten und Krankenzimmer.
Alle Stockwerke waren mit Gasbeleuchtung, die durch Gasleitungen gespeist wurde, versehen, die Schlaf- und Arbeitsräume außerdem mit einer Ventilation durch Etagen- und Dachkanäle, die mittels Schubern und Jalousien bedient wurden. Die Nutz- und Trinkwasserversorgung wurde durch einen im Garten gelegenen Brunnen gewährleistet, aus dem mit einer Schwungradpumpe das Wasser in ein auf dem Dachboden gelegenes Reservoir gepumpt wurde und von dort über Leitungen im Haus zu Waschbecken, Bädern, Dusche, Küche und Toiletten verteilt wurde. Die Warmwasserbereitung erfolgte zentral über einen Badeofen, von dem Leitungen zu Bädern und Küche führten. Die Toiletten funktionierten nach dem Tonnen- oder „Fassel“system, bei dem Unrat durch Fallröhren direkt in transportable Tonnen geleitet wurde, die regelmäßig geleert werden mussten. Zur Beheizung fast des gesamten Hauses wurde eine im Souterrain befindliche Hochdruck-(Heißwasser)-Heizung genutzt, die durch teils im Boden oder an den Wänden verlegte Rohre die Wärme im Gebäude verteilte. Nur die Oberlehrerwohnung und das Krankenzimmer im zweiten Stock wurden mittels schwedischer Tonöfen beheizt sowie einige Räume im Souterrain mit eisernen Dauerbrandöfen.

### 1872 bis 1938
Am 1. Dezember 1872 wurde das Institut feierlich eröffnet und nahm im Jänner 1873 den Unterricht mit 13 blinden Schülern unter dem Oberlehrer Leopold Österreicher auf.
An der von Mai bis November veranstalteten Weltausstellung 1873 in Wien beteiligte sich auch das Israelitische Blindeninstitut auf der Hohen Warte mit einem Gipsmodell des Gebäudes, ergänzt mit lithographierten Plänen. Wilhelm Stiassny wurde mit der „Verdienst-Medaille“ und Ludwig August Frankl wurde für seine Verdienste um das Blindenwesen mit der „Fortschritts-Medaille“ ausgezeichnet. Im Rahmen der Weltausstellung fand im August der von Frankl organisierte erste europäische Kongress für Blindenbildung statt, auf dem sich Delegationen verschiedener europäischer und amerikanischer Institute über die neuesten Entwicklungen auf dem Gebiet der Blindenbildung austauschten und das Institut auf der Hohen Warte besichtigten. Der Kongress wurde durch die Stadt Wien und das k.u.k. Unterrichtsministerium unterstützt.
1913 besuchten 50 Schüler das Institut. In Folge des Ersten Weltkriegs stammten im Jahr 1930 von den 65 Schülern 80 % aus den ärmsten Schichten der jüdischen Bevölkerung der kriegsbetroffenen Länder Osteuropas, wie Polen, Ungarn, Rumänien, „Opfer der Kriegs- und Nachkriegsverhältnisse, der Pogrome und meist elternlos“.
Die Gelder zum Erhalt der Einrichtung setzten sich zusammen aus Zinsen des Gründungskapitals, den erhobenen Verpflegungsgebühren für die Schüler, Beiträgen aus öffentlichen Fonds, Spenden in Form einmaliger Zahlungen, Jahresbeiträgen oder Legaten. Als das Institut während der Weltwirtschaftskrise und Inflationszeit seine finanziellen Ressourcen durch Geldentwertung und fehlende Zinserträge einbüßte, war es von Schließung bedroht. Der damalige Direktor Altmann rief deshalb 1922 öffentlich zum Spenden auf und hielt den Betrieb durch das Einwerben privater Spenden aufrecht. So unterstützte etwa Karl Kraus von 1923 bis 1929 das Institut.

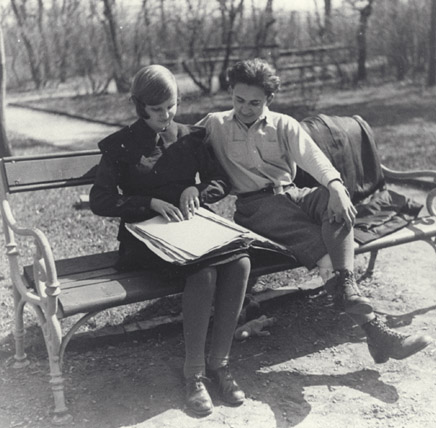
Lesende mit Brailleschrift-Buch im Park des Israelitischen Blindeninstituts

Der Unterricht, der dem Lehrplan der Volks- und Mittelschule entsprach sowie Musik, Handwerk und Leibesübungen umfasste, fand in einer Elementar-, Mittel- und Abschlussklasse statt, die jeweils mehrere Schuljahre bis zum Erreichen der Volljährigkeit umfassten. Nach dem Schulabschluss folgte eine Handwerksausbildung mit Wiederholungsklassen in kaufmännischem Rechnen, Kalkulationslehre, Warenkunde und Stenografie, oder die Vorbereitung auf eine Staatsprüfung, für die wissenschaftliche Kenntnisse in einer Ausbildungsklasse vermittelt wurden. Anfänglich wurden Berufsausbildungen nur für Bürstenbinderei und Seilerei angeboten, später auch Korbflechten, Stricken, Flechten, Heilmassage und Klavierstimmen sowie die Ausbildung zum Uhrmacher, Übersetzer, Dolmetscher, Organist und die Staatsprüfung im Musiklehramt.
Am Institut lehrten von Beginn an bedeutende Blindenlehrer. Simon Heller, ab 1873 Direktor des Instituts, nahm Modellieren und Zeichnen in den Lehrplan auf und sein Nachfolger 1922 Siegfried Altmann Stenotypie, Juristerei, Philosophie und Fremdsprachenkorrespondenz. Altmann richtete den Unterricht nach reformpädagogischen und blindenpsychologischen Ansätzen aus. „In zahlreichen Publikationen thematisierte dieser die neuen Richtungen psychologischer Forschung in ihrer praktischen Bedeutung für die Blindenerziehung. Seine blinden Schüler ermunterte Altmann, den Weg der Selbsthilfe zu gehen“. Viktor Löwenfeld, ab 1923 als Kunstpädagoge an der Hohen Warte, führte einen zweiwochenstündigen Modellierunterricht ein. Der mit dem Schriftsteller Karl Kraus befreundete Kunsthistoriker Ludwig Münz forschte ab 1928 am Blindeninstitut an Skulpturarbeiten blinder Kinder zu psychologischen Fragen der Kreativität und sorgte dort mit Viktor Löwenfeld für eine Neuorganisation des Kunstunterrichts.
Die Ausbildung befähigte auch zum Besuch einer Hochschule und dem Studium an juristischen, philosophischen und staatswissenschaftlichen Fakultäten. Der Unterricht erfolgte streng geschlechtergetrennt. Das Institut besuchten aufgrund seines guten Rufes und seiner Ausbildungsmöglichkeiten weit über die damals typischen Blindenberufe hinaus Schüler aus ganz Europa.
1933 wurden auch deutsche blinde jüdische Schüler von Berlin nach Wien verlegt.

### 1938 bis 1945
Nach dem Anschluss Österreichs im März 1938 wurden die jüdischen Selbsthilfeorganisationen dem Reichsdeutschen Blindenverband einverleibt und die Erhaltung der Blindenschulen wurde Aufgabe der Landesfürsorgeverbände. Ab August 1939 begann die Unterbringung von mittellosen behinderten und alten jüdischen Personen im Gebäude, ebenso von blinden, sehbehinderten oder gehörlosen Juden, deren Wohnungen beschlagnahmt wurden.
Nach dem Bescheid zur Auflösung des Institutes, das rückwirkend zum 15. Mai 1939 in das Eigentum der Aufbaufonds-Vermögensverwertungsgesellschaft mbH. eingewiesen wurde, wurden die Schüler, soweit möglich, zu ihren Eltern zurückgeschickt. Im Jänner 1941 erwarb die Stadt Wien die Liegenschaft samt allem Inventar und Zubehör und schloss im März 1941 mit der Israelitischen Kultusgemeinde Wien einen Mietvertrag über die Liegenschaft, in dem sich die IKG verpflichten musste, das Haus ausschließlich als Altenheim für „nichtarische Pfleglinge mit einer Sonderabteilung für blinde, taubstumme und verkrüppelte Juden“ zu verwenden. Am 1. Oktober 1941 lebten 117 blinde, 27 gehörlose und fünf durch andere Gründe behinderte jüdische Menschen im Alter von unter zehn bis über 80 Jahren im Gebäude, die mehrheitlich erst in das Ghetto Theresienstadt deportiert wurden. Im Oktober 1944 wurde der Weitertransport der meisten Blinden in das KZ Auschwitz verfügt. Im August 1942 wurde das Haus gemäß Weisung des SS-Hauptsturmführers Alois Brunner vom Juli 1942 vollständig geräumt übergeben an die Verwaltung des Reichsgaues Wien, Hauptabteilung E, Gesundheitswesen, zur Unterbringung einer sozialen Frauenschule. Während der Bombardierung Wiens im Zweiten Weltkrieg wurde das Gebäude teilweise beschädigt.

### 1945 bis heute
Im Jahre 1946 vermietete die Stadt Wien als offizielle Eignerin die Liegenschaft an die Bundespolizeidirektion Wien, die dort das jetzige Polizeikommissariat Döbling einrichtete. Nach dem Urteil der Rückstellungskommission beim Landesgericht für Zivilrechtssachen Wien ging die Liegenschaft 1956 an die Israelitische Kultusgemeinde Wien, die das Gebäude an die Stadt Wien verkaufte.
Am 15. Oktober 2002 wurde auf Initiative der Hilfsgemeinschaft der Blinden und Sehschwachen Österreichs eine Gedenktafel enthüllt, die an die Geschichte des Israelitischen Blindeninstituts erinnert. Sie trägt die Inschrift:

„Dieses Haus wurde in den Jahren 1871–1872 auf Initiative von Dr. Ludwig August Frankl, Ritter von Hochwart, als Israelitisches Blindeninstitut errichtet.

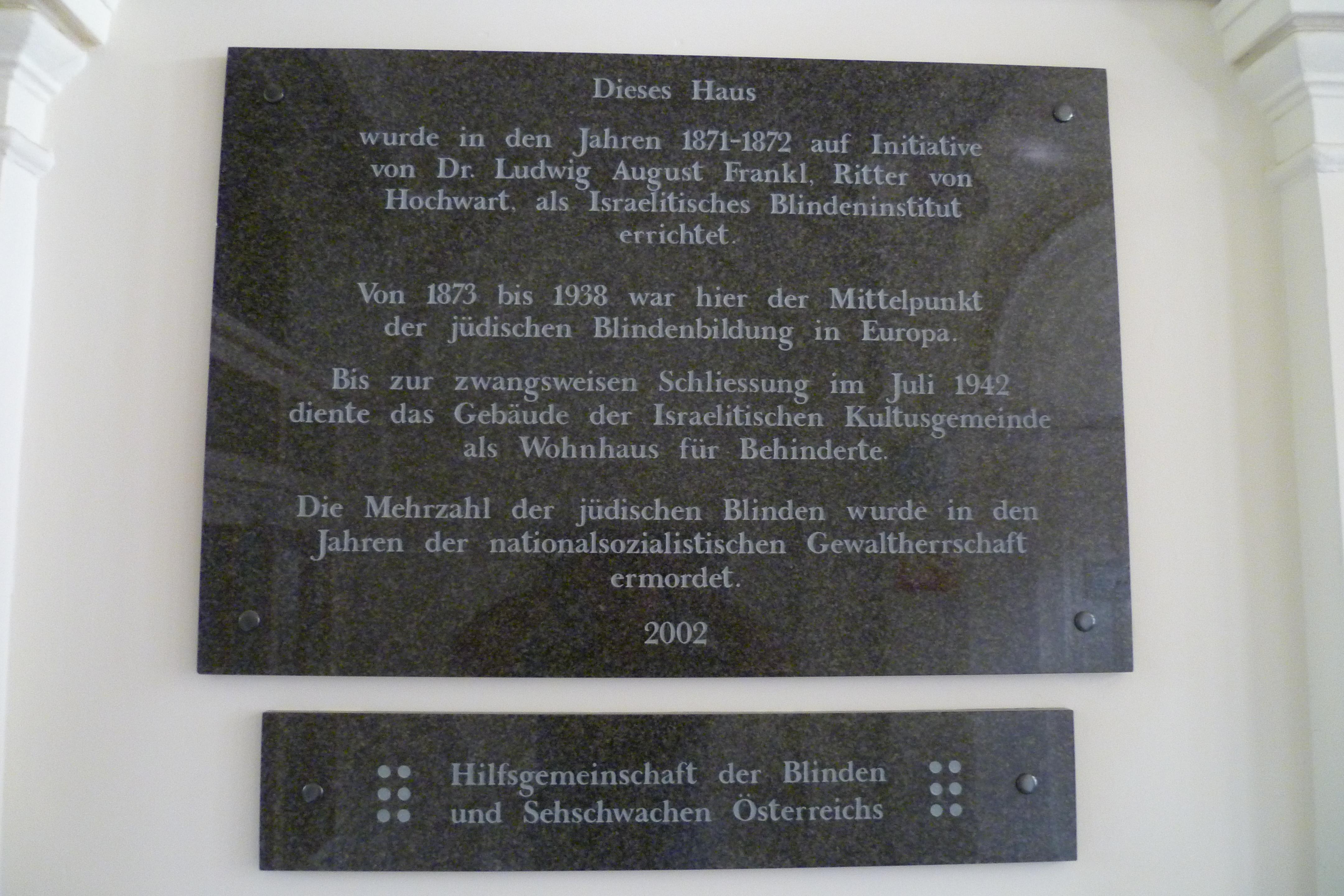
Gedenktafel Israelitisches Blindeninstitut

Von 1873 bis 1938 war hier der Mittelpunkt der jüdischen Blindenbildung in Europa.

Bis zur zwangsweisen Schliessung im Juli 1942 diente das Gebäude der Israelitischen Kultusgemeinde als Wohnhaus für Behinderte.

Die Mehrzahl der jüdischen Blinden wurde in den Jahren der nationalsozialistischen Gewaltherrschaft ermordet.
2002“

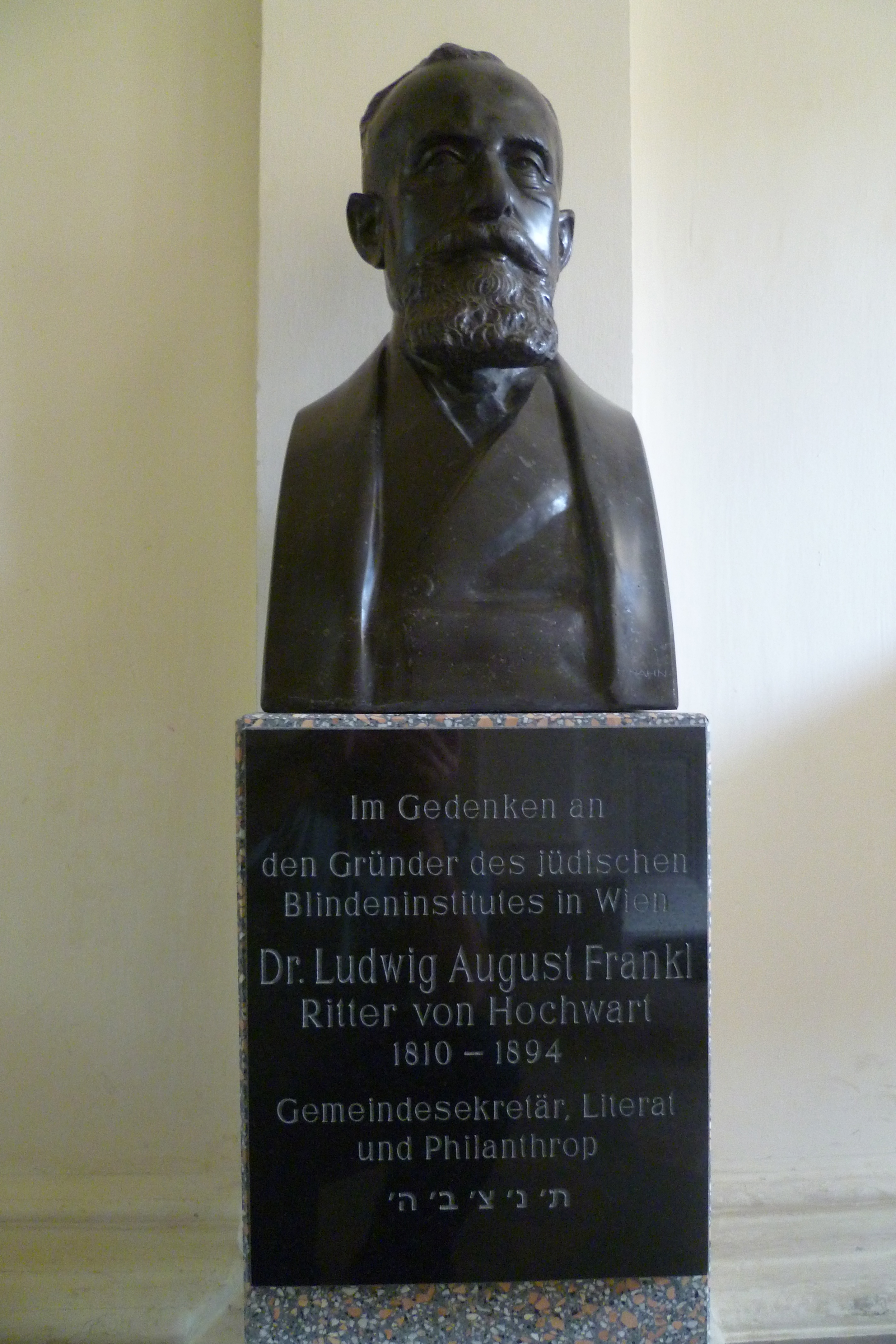
Gedenkbüste Ludwig August Frankl Hohe Warte 32

Im Rahmen einer Gedenkveranstaltung am 26. Jänner 2006 wurde die lang verschollene Büste des Gründers Ludwig August Frankl erneut enthüllt. Die von Heinrich Hahn gefertigte Büste aus schwarzem Marmor war anlässlich des 100. Geburtstag Frankls 1910 im Vorgarten des Israelitischen Blindeninstituts aufgestellt worden. Die Verwaltung des Reichsgaues Wien, Hauptabteilung E, Gesundheitswesen, hatte im April 1943 die im Haus aufgefundene Schlusssteinurkunde aus dem Jahr 1871, Pläne und Druckschriften sowie am 18. Mai die Büste an die Städtischen Sammlungen überwiesen, die durch Empfehlung der Wiener Restitutionskommission 2003 an die IKG Wien als Rechtsnachfolgerin des Israelitischen Blindeninstitutes Hohe Warte gegeben wurden. Auf dem Sockel steht die Inschrift:

„Im Gedenken an

den Gründer des jüdischen

Blindeninstitutes in Wien

Dr. Ludwig August Frankl

Ritter von Hochwart

1810–1894

Gemeindesekretär, Literat

und Philanthrop“

Am 12. September 2014 erfolgte durch den Verein Steine der Erinnerung die Anbringung zweier Gedenktafeln am Torpfosten, zudem wurden stellvertretend für alle Opfer Mina Hübler, Jeanette Beer und Dr. Simon Lewit benannt, die von der Hohen Warte nach Theresienstadt deportiert und ermordet wurden. Der Text in Schwarzschrift und Brailleschrift lautet:

„Hier befand sich von 1872–1939 das Israelitische Blindeninstitut mit angeschlossenem Internat. Die Nazis schlossen die Schule, die meisten der jüdischen blinden Schüler/innen wurden deportiert und ermordet. Das Haus wurde bis 1942 ein Wohnheim für alte und behinderte jüdische Menschen. Wir gedenken der 219 jüdischen Frauen und Männer, die 1941/42 von den Nazis von hier aus deportiert und ermordet wurden.
2014“

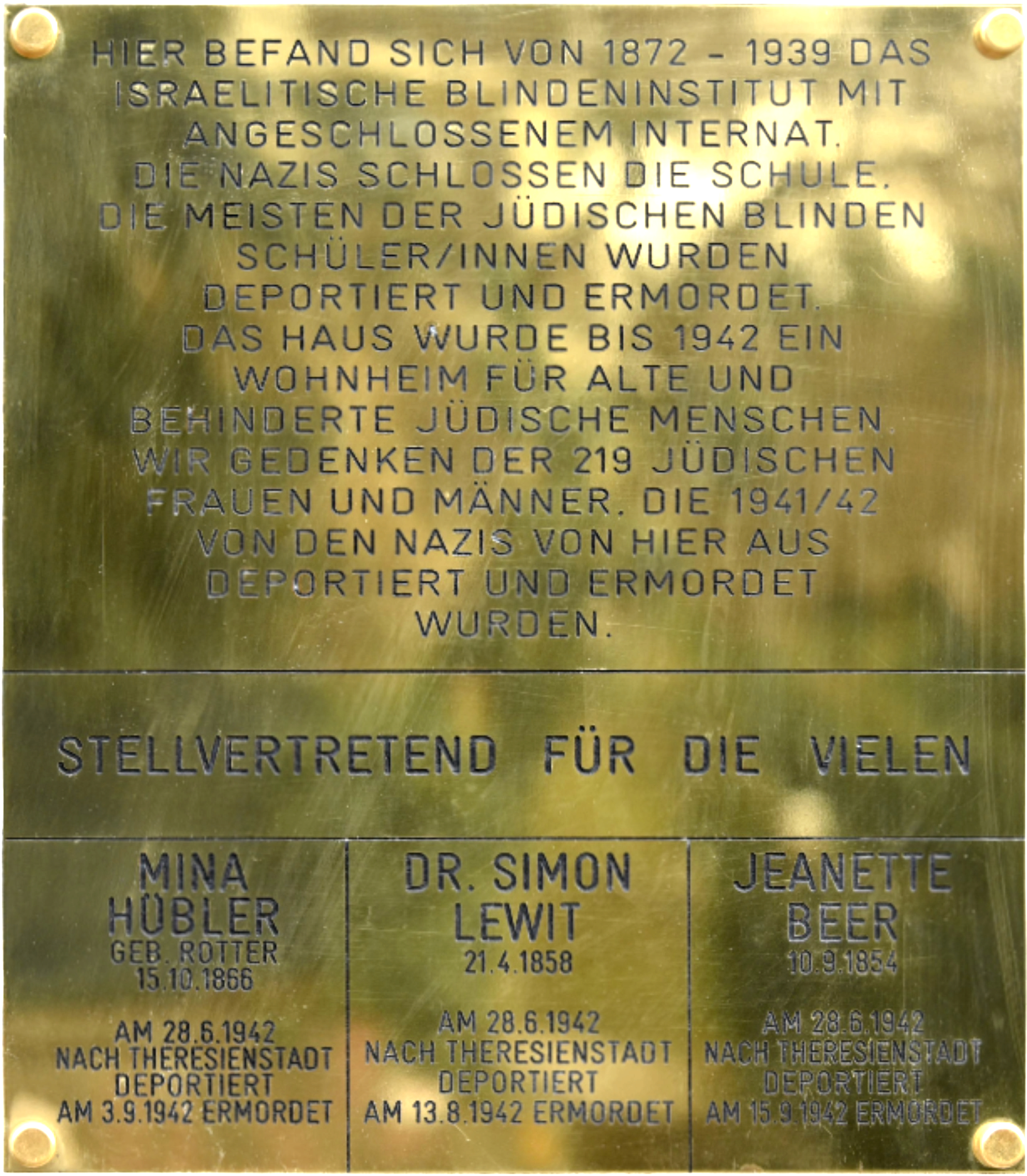
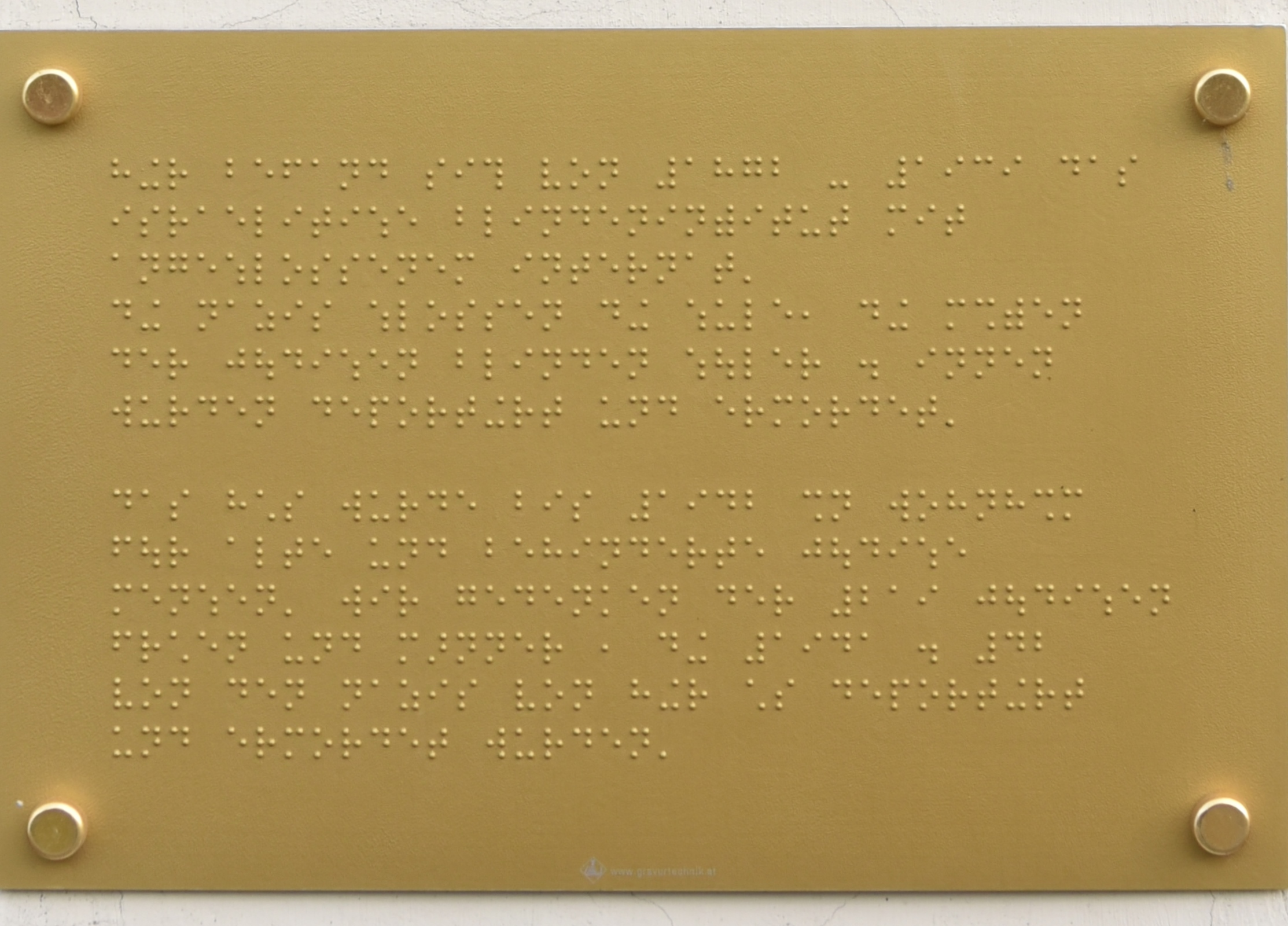

In den Sammlungen des Jüdischen Museums Wien befindet sich unter anderem der Parochet aus der Synagoge des israelitischen Blindeninstituts sowie ein dort gedrucktes Schulbuch in Blindenschrift. Seit Anfang Mai 2023 gestaltet das Jüdische Museum Wien ein kuratiertes Schaufenster mit wechselnden Themen am Standort Museum Dorotheergasse, das im Juli 2023 unter dem Titel „Vision und Aufbruch 1873. Das israelitische Blindeninstitut auf der Hohen Warte“ die Geschichte der Einrichtung zeigte.

## Persönlichkeiten
- Ludwig August Frankl (1810–1894), Gründer des Instituts, Schriftsteller, Generalsekretär und Archivar der Israelitischen Kultusgemeinde Wien
- Simon Heller (1843–1922), ab 1873 Direktor, galt als einer der führenden Blindenerzieher Europas, publizierte zahlreiche Blindenlehrbücher, gründete ein Institut für Späterblindete und auf seine Initiative hin wurde an Blindenschulen der Modellier- und Zeichenunterricht eingeführt[9]
- Oskar Baum (1883–1941), böhmischer Schriftsteller, war Schüler am Institut
- Siegfried Altmann (1887–1963), 1907 bis 1921 Dozent und Professor am Israelitischen Blindeninstitut, unterbrochen von seinem Militärdienst während des Ersten Weltkriegs, in dem er in der Hilfe für Kriegsblinde tätig war, von 1922 bis 1938 dessen Direktor, Mitbegründer eines Heims für blinde Mädchen 1925, Gründer des jüdischen Blindeninstituts in Warschau 1930, Konsulent der Stadt Wien für das Blindenwesen 1924 bis 1934, Präsident des World Council for Education of the Blind 1929 bis 1938
- Ludwig Münz (1889–1957), Kunsthistoriker, forschte ab 1928 am Blindeninstitut zu psychologischen Fragen der Kreativität blinder Kinder und sorgte für eine Neuorganisation des Kunstunterrichts
- Viktor Löwenfeld (1903–1960), ab 1923 bis 1938 als Kunstpädagoge an der Blindenschule Hohe Warte, wo er einen zweiwochenstündigen Modellierunterricht einführte[11]
- Michael Stone (1922–1993), österreichisch-britischer Journalist
- Robert Vogel (1909–2001), Begründer der Hilfsgemeinschaft der Blinden und Sehschwachen Österreichs, der als blinder Jugendlicher im Israelitischen Blindeninstitut ausgebildet wurde[8]
- Mimi Grossberg (1905–1997), war ab 1925 neben ihrer Arbeit als Bibliothekarin als Vorleserin im Israelitischen Blindeninstitut tätig und veröffentlichte 1957 ein Gedicht mit dem Titel „Israelitisches Blindeninstitut, Hohe Warte“.[22]